# Campeonato Mundial de Natação em Piscina Curta de 2014 - 200 m livre masculino
A prova dos 200 metros nado livre masculino do Campeonato Mundial de Natação em Piscina Curta de 2014 foi disputado em 3 de dezembro no Centro Aquático Aspire Sports Complex em Doha.

## Recordes
Antes desta competição, os recordes mundiais e do campeonato nesta prova eram os seguintes:
|    | Nome            | Nacionalidade  | Tempo   | Local  | Data                   |
| -- | --------------- | -------------- | ------- | ------ | ---------------------- |
| WR | Paul Biedermann | Alemanha       | 1:39.37 | Berlim | 15 de novembro de 2009 |
| CR | Ryan Lochte     | Estados Unidos | 1:41.08 | Dubai  | 15 de dezembro de 2010 |

## Medalhistas
| Ouro               | Prata               | Bronze            |
| Chad le Clos (RSA) | Danila Izotov (RUS) | Ryan Lochte (USA) |

## Resultados

### Eliminatórias
As eliminatórias ocorreram dia 3 de dezembro.  
| Colocação | Bateria | Raia | Nome                     | Nacionalidade      | Tempo   | Notas |
| --------- | ------- | ---- | ------------------------ | ------------------ | ------- | ----- |
| 1         | 10      | 3    | Dominik Kozma            | Hungria            | 1:42.35 | Q     |
| 2         | 6       | 5    | Cristian Quintero        | Venezuela          | 1:42.40 | Q     |
| 3         | 10      | 4    | Danila Izotov            | Rússia             | 1:42.45 | Q     |
| 4         | 10      | 5    | Velimir Stjepanović      | Sérvia             | 1:42.66 | Q     |
| 5         | 10      | 6    | Daniel Smith             | Austrália          | 1:42.67 | Q     |
| 6         | 9       | 2    | Chad le Clos             | África do Sul      | 1:42.84 | Q     |
| 7         | 8       | 2    | Péter Bernek             | Hungria            | 1:42.85 | Q     |
| 8         | 7       | 5    | Ryan Lochte              | Estados Unidos     | 1:42.97 | Q     |
| 9         | 9       | 3    | Filippo Magnini          | Itália             | 1:43.01 |       |
| 10        | 10      | 8    | James Guy                | Reino Unido        | 1:43.28 |       |
| 11        | 8       | 1    | Andrea Mitchell D'Arrigo | Itália             | 1:43.31 |       |
| 12        | 9       | 9    | Pieter Timmers           | Bélgica            | 1:43.35 |       |
| 13        | 9       | 5    | Cameron McEvoy           | Austrália          | 1:43.37 |       |
| 14        | 9       | 4    | Conor Dwyer              | Estados Unidos     | 1:43.38 |       |
| 15        | 9       | 6    | Mikhail Polischuk        | Rússia             | 1:43.48 |       |
| 16        | 8       | 3    | Adam Barrett             | Reino Unido        | 1:43.51 |       |
| 17        | 8       | 6    | Myles Brown              | África do Sul      | 1:43.65 |       |
| 18        | 10      | 2    | Clément Mignon           | França             | 1:43.79 |       |
| 19        | 8       | 5    | João de Lucca            | Brasil             | 1:44.00 |       |
| 20        | 9       | 7    | Clemens Rapp             | Alemanha           | 1:44.22 |       |
| 21        | 8       | 4    | Oussama Mellouli         | Tunísia            | 1:44.24 |       |
| 22        | 10      | 7    | Ben Hockin               | Paraguai           | 1:44.36 |       |
| 23        | 10      | 1    | Glenn Surgeloose         | Bélgica            | 1:44.41 |       |
| 24        | 8       | 8    | Anders Lie               | Dinamarca          | 1:44.79 |       |
| 25        | 8       | 7    | Yuki Kobori              | Japão              | 1:45.08 |       |
| 26        | 7       | 6    | Reo Sakata               | Japão              | 1:45.14 |       |
| 27        | 10      | 0    | Alexandre Haldemann      | Suíça              | 1:45.55 |       |
| 28        | 10      | 9    | David Brandl             | Áustria            | 1:45.76 |       |
| 29        | 9       | 8    | Gustavo Godoy            | Brasil             | 1:46.05 |       |
| 30        | 7       | 9    | Felix Auböck             | Áustria            | 1:46.29 |       |
| 31        | 7       | 7    | Henrik Christiansen      | Noruega            | 1:46.58 |       |
| 32        | 9       | 1    | Lin Yongqing             | China              | 1:46.59 |       |
| 33        | 8       | 9    | Frederik Siem Pedersen   | Dinamarca          | 1:46.64 |       |
| 34        | 6       | 0    | Jeremy Desplanches       | Suíça              | 1:47.03 |       |
| 35        | 9       | 0    | Federico Grabich         | Argentina          | 1:47.23 |       |
| 36        | 7       | 8    | Pavel Janeček            | Chéquia            | 1:47.24 |       |
| 37        | 7       | 2    | David Kunčar             | Chéquia            | 1:47.47 |       |
| 37        | 7       | 1    | Martin Bau               | Eslovênia          | 1:47.47 |       |
| 39        | 7       | 3    | Povilas Strazdas         | Lituânia           | 1:47.63 |       |
| 40        | 8       | 0    | Ahmed Mathlouthi         | Tunísia            | 1:48.25 |       |
| 41        | 7       | 4    | Filip Zaborowski         | Polónia            | 1:48.33 |       |
| 42        | 7       | 0    | Nezır Karap              | Turquia            | 1:48.37 |       |
| 43        | 6       | 4    | Irakli Revishvili        | Geórgia            | 1:49.20 |       |
| 44        | 5       | 5    | Khurshidjon Tursunov     | Uzbequistão        | 1:49.40 |       |
| 45        | 6       | 3    | Andrés Olvera            | México             | 1:49.57 |       |
| 46        | 5       | 8    | Pedro Pinotes            | Angola             | 1:49.60 |       |
| 47        | 4       | 1    | Nico Campbell            | Jamaica            | 1:49.63 |       |
| 48        | 4       | 2    | Marko Blaževski          | Macedônia do Norte | 1:49.80 |       |
| 49        | 1       | 9    | Alpkan Örnek             | Turquia            | 1:49.82 |       |
| 50        | 6       | 1    | Wang Yu-lian             | Taipé Chinesa      | 1:49.86 |       |
| 51        | 6       | 2    | Marcelo Acosta           | El Salvador        | 1:49.93 |       |
| 52        | 6       | 7    | Julien Henx              | Luxemburgo         | 1:49.97 |       |
| 53        | 6       | 6    | Kristofer Sigurðsson     | Islândia           | 1:50.04 |       |
| 54        | 5       | 1    | Henri Reinsalu           | Estónia            | 1:50.36 |       |
| 55        | 4       | 5    | Esteban Enderica         | Equador            | 1:50.46 |       |
| 56        | 5       | 2    | Matías Pinto             | Chile              | 1:50.47 |       |
| 57        | 6       | 8    | Jessie Lacuna            | Filipinas          | 1:50.64 |       |
| 58        | 6       | 9    | Badis Djendouci          | Argélia            | 1:50.65 |       |
| 59        | 5       | 6    | Sven Saemundsson         | Croácia            | 1:50.94 |       |
| 60        | 4       | 3    | Oli Mortensen            | Ilhas Feroé        | 1:51.65 |       |
| 61        | 5       | 4    | Khader Baqlah            | Jordânia           | 1:51.78 |       |
| 62        | 5       | 3    | Stanislav Karnaukhov     | Quirguistão        | 1:51.80 |       |
| 63        | 4       | 4    | Mikel Schreuders         | Aruba              | 1:51.96 |       |
| 64        | 5       | 9    | Mathieu Marquet          | Ilhas Maurícias    | 1:52.93 |       |
| 65        | 3       | 4    | Patrick Groters          | Aruba              | 1:53.00 |       |
| 66        | 4       | 0    | Isaac Beitia             | Panamá             | 1:53.16 |       |
| 67        | 4       | 6    | Jethro Chua              | Filipinas          | 1:53.19 |       |
| 68        | 5       | 7    | Sooud Al-Tayyar          | Kuwait             | 1:53.37 |       |
| 69        | 3       | 5    | Jevon Atkinson           | Jamaica            | 1:53.60 |       |
| 70        | 3       | 8    | Winter Heaven            | Samoa              | 1:53.71 |       |
| 71        | 4       | 8    | Mark Burnley             | Curaçau            | 1:54.07 |       |
| 72        | 4       | 7    | Jesús Monge              | Peru               | 1:54.16 |       |
| 73        | 3       | 7    | Noah Mascoll-Gomes       | Antígua e Barbuda  | 1:54.93 |       |
| 74        | 3       | 3    | Geoffrey Butler          | Ilhas Caimã        | 1:55.57 |       |
| 75        | 2       | 3    | Aldo Castillo            | Bolívia            | 1:55.72 |       |
| 76        | 2       | 4    | Mahmoud Daaboul          | Líbano             | 1:56.27 |       |
| 77        | 4       | 9    | Alex Sobers              | Barbados           | 1:56.55 |       |
| 78        | 3       | 6    | Klavio Meça              | Albânia            | 1:57.18 |       |
| 79        | 3       | 0    | Miguel Mena              | Nicarágua          | 1:59.45 |       |
| 80        | 5       | 0    | Abdalla Al-Bader         | Kuwait             | 1:59.65 |       |
| 81        | 3       | 2    | Farhan Saleh             | Bahrein            | 2:00.01 |       |
| 82        | 2       | 5    | Brandon Schuster         | Samoa              | 2:00.09 |       |
| 83        | 2       | 0    | González Leonardo        | Honduras           | 2:00.24 |       |
| 84        | 2       | 7    | Zandanbal Gunsennorov    | Mongólia           | 2:00.38 |       |
| 85        | 3       | 9    | Franci Aleksi            | Albânia            | 2:01.15 |       |
| 86        | 2       | 6    | Karl Pardo               | Gibraltar          | 2:02.09 |       |
| 87        | 3       | 1    | Guillermo López          | Nicarágua          | 2:03.19 |       |
| 88        | 2       | 2    | Yacop Al-Khulaifi        | Catar              | 2:04.29 |       |
| 89        | 1       | 3    | Kitso Matija             | Botswana           | 2:04.96 |       |
| 90        | 2       | 9    | Dean Hoffman             | Seicheles          | 2:05.09 |       |
| 91        | 1       | 5    | Syed Javaid              | Paquistão          | 2:05.22 |       |
| 92        | 1       | 7    | Sirish Gurung            | Nepal              | 2:06.35 |       |
| 93        | 2       | 1    | Tommy Imazu              | Guam               | 2:07.35 |       |
| 94        | 1       | 1    | Bobby Akunaii            | Papua-Nova Guiné   | 2:07.46 |       |
| 95        | 1       | 6    | Tanner Poppe             | Guam               | 2:09.55 |       |
| 96        | 1       | 8    | Livingston Aika          | Papua-Nova Guiné   | 2:09.76 |       |
| 97        | 2       | 8    | Tongli Panuve            | Tonga              | 2:10.68 |       |
| 98        | 1       | 4    | Omar Adams               | Guiana             | 2:12.56 |       |
| 99        | 1       | 0    | Shawn Dingilius          | Palau              | 2:12.62 |       |
| 100       | 1       | 2    | Mamadou Soumaré          | Mali               | 2:13.26 |       |

### Final
A final teve sua disputa realizada em 3 de dezembro. 
| Colocação         | Raia | Nome                | Nacionalidade  | Tempo   | Notas |
| ----------------- | ---- | ------------------- | -------------- | ------- | ----- |
| Medalha de ouro   | 7    | Chad le Clos        | África do Sul  | 1:41.45 |       |
| Medalha de prata  | 3    | Danila Izotov       | Rússia         | 1:41.67 |       |
| Medalha de bronze | 8    | Ryan Lochte         | Estados Unidos | 1:42.09 |       |
| 4                 | 4    | Dominik Kozma       | Hungria        | 1:42.25 |       |
| 5                 | 1    | Péter Bernek        | Hungria        | 1:42.44 |       |
| 6                 | 6    | Velimir Stjepanović | Sérvia         | 1:42.48 | NR    |
| 7                 | 2    | Daniel Smith        | Austrália      | 1:42.81 |       |
| 8                 | 5    | Cristian Quintero   | Venezuela      | 1:43.45 |       |

Legenda
| Recorde mundial       | Recorde mundial (World record)               |                       | Recorde africano                      | Recorde africano (African) |                                           | Q | Classificado por posição (Qualified) |
| Recorde do campeonato | Recorde do campeonato (Championship record)  | Recorde da América    | Recorde da América (Americas)         | q                          | Classificado por melhor tempo (Qualified) |   |                                      |
| Melhor marca do ano   | Melhor marca do ano (World leading)          | Recorde asiático      | Recorde asiático (Asian)              | DNS                        | Não largou (Did not start)                |   |                                      |
| Recorde nacional      | Recorde nacional (National record)           | Recorde europeu       | Recorde europeu (European)            | DNF                        | Não terminou (Did not finish)             |   |                                      |
| Recorde pessoal       | Recorde pessoal do atleta (Personal best)    | Recorde da Oceania    | Recorde da Oceania (Oceania)          | DSQ / DQ                   | Desclassificado (Disqualified)            |   |                                      |
| Recorde da temporada  | Recorde da temporada do atleta (Season best) | Recorde sul-americano | Recorde sul-americano (South America) | NM                         | Sem marca (No mark)                       |   |                                      |